# Jordania zonope
|  | Per a altres significats, vegeu «Jordània». |

Jordania zonope és una espècie de peix pertanyent a la família dels còtids i l'única del gènere Jordania.
Es troba al Pacífic oriental: des de l'illa Baranof (sud-est d'Alaska) fins a Point Lobos (costa central de Califòrnia als Estats Units). És un peix marí, demersal i de clima temperat que viu entre 2-38 m de fondària. Fa 15 cm de llargària màxima. Té l'aleta caudal arrodonida. És de color verd oliva i marcat generosament de vermell. Té franges obliqües i fosques a les aletes dorsal i pectorals.
És actiu i altament territorial durant l'època de reproducció. Es penja, sovint, verticalment a les parets rocalloses. Als Estats Units és depredat per Artedius harringtoni. És inofensiu per als humans.